# Sayyid Qutb
Sayyid Quṭb Ibrāhīm Ḥusayn al-Shādhilī (în arabă سيد قطب إبراهيم حسين الشاذلي; n. 9 octombrie 1906, Musha⁠(d), Guvernoratul Asyut, Egipt – d. 29 august 1966, Cairo, Egipt) a fost un scriitor, poet, educator, critic literar, teoretician și revoluționar egiptean, unul dintre liderii de seamă ai Frăției Musulmane. Este considerat „părintele jihadismului salafist”, o doctrină politico-religioasă care stă la baza ideologiilor organizațiilor jihadiste cum ar fi Al-Qaida și Statul Islamic.
Autor a peste 581 de articole și 24 de cărți, el este cunoscut în lumea musulmană pentru ideile sale despre rolul Islamului în societate și în politică. De-a lungul vieții sale, cercul de apropiați al lui Qutb a inclus mai mulți politicieni importanți, precum și diverși intelectuali și poeți. În anii 1940, multe dintre lucrările sale erau incluse în programele școlare și universitare. Un luptător anticolonialist pentru independența Egiptului și a arabilor față de puterile coloniale occidentale, Sayyid Qutb s-a opus secularismului manifestat de regimul lui Gamal Abdel Nasser. În 1966 a fost condamnat la moarte sub acuzarea că a complotat să-l asasineze pe președintele Nasser, fiind executat prin spânzurare.  
Pe lângă criticile sale la adresa lumii musulmane, Qutb a criticat și cultura țărilor occidentale, cum ar fi cea a SUA, pe care o vedea drept materialistă și obsedată de plăceri sexuale și violență. Un adept al implementării legii Șaria, Sayyid Qutb milita pentru un jihad ofensiv și violent, teoria politică dezvoltată de acesta purtând denumirea de Qutbism. Adepții acestuia îl consideră un mare gânditor și un martir al Islamului, în timp ce mai mulți observatori occidentali, dar și musulmani, îl considera unul dintre ideologii fundamentalismului islamic din secolul al XX-lea, care a dus la renașterea terorismului extremist islamic.